# Villa González Ortega
Villa González Ortega ist eine Kleinstadt mit nur etwa 6.500 Einwohnern und Hauptort einer Gemeinde (municipio) mit ca. 13.500 Einwohnern im Südosten des mexikanischen Bundesstaats Zacatecas nahe der Grenze zum Bundesstaat San Luis Potosí.

## Lage und Klima
Die Kleinstadt Villa González Ortega liegt im zentralen Hochland Mexikos in einer Höhe von ca. 2140 m. Mexiko-Stadt ist ca. 600 km (Fahrtstrecke) in südöstlicher Richtung entfernt; Zacatecas, die Hauptstadt des Bundesstaats, befindet sich ca. 82 km nordwestlich. Das Klima ist gemäßigt bis warm; Regen (ca. 300–500 mm/Jahr) fällt nahezu ausschließlich im Sommerhalbjahr.

## Bevölkerungsentwicklung
| Jahr      | 2000 | 2020 |
| Einwohner | 5248 | 6611 |

Nur noch ein kleiner Teil der zumeist indianisch-stämmigen Einwohner der Gemeinde spricht den regionalen Nahuatl-Dialekt; Umgangssprache ist zumeist Spanisch.

## Wirtschaft
Auf den Feldern in der Umgebung werden Mais, Weizen, Bohnen, Gemüse, Agaven (magueys) und Opuntien angebaut; in der Stadt gibt es viele kleine Handwerksbetriebe und Geschäfte, in den Außenbezirken haben sich auch kleinere Industriebetriebe angesiedelt. Bis zum Ende des 19. Jahrhunderts wurde in der Umgebung nach Erzen geschürft.

## Geschichte
Die Stadt entstand im Jahr 1922 aus einem im 16. Jahrhundert gegründeten Landgut, der Hacienda El Carro, der Familie Moncada. Den Beinamen González Ortega erhielt sie nach Jesús González Ortega, einem anfänglichen Mitstreiter von Benito Juarez.

## Sehenswürdigkeiten
Die zweitürmige neoklassische Kirche Santa Teresa stammt aus der Mitte des 19. Jahrhunderts; sie gilt als architektonisches Schmuckstück des Bundesstaats Zacatecas. Ihre barock-klassizistische Fassade wird von zwei Glockentürmen (campanarios) flankiert. Im gesprengten Giebel über dem Portal ist das von Schwertern durchbohrte Herz Jesu zu erkennen; im aufgesetzten seitlich geschwungenen oberen Giebelfeld befindet sich ein Dreieck (Trinitätssymbol) mit Strahlenkranz. Die Fassade und die Türme sind reichlich mit Vasen dekoriert. Das Innere der Kirche ist einschiffig mit Seitenkapellen und einer auf einem durchfensterten oktogonalen Tambour ruhenden Kuppel über der Vierung.